# Euphorbia clavarioides
Euphorbia clavarioides Boiss. es una especie fanerógama perteneciente a la familia Euphorbiaceae. Es endémica de Sudáfrica.  

## Descripción
Es una 	planta que forma una masa como de cojín de 10 cm de alto y 40 cm de diámetro. Las ramas apretadas, suculentas, sin espinas,  enterrada en el suelo y cubierta con el centro de la parte superior aplanada, con ramas de hacinamiento, que también están total o parcialmente enterradas en el suelo, con la edad se ramifican en las puntas y las ramitas nuevamente se dividen de una manera similar. El fruto es una cápsula, con semillas  globoso-ovoides, de repente agudas, truncadas en la base, de color marrón oscuro.

## Variedades
- Euphorbia clavarioides var. clavarioides
- Euphorbia clavarioides var. truncata (N.E.Br.) A.C.White 1941

## Taxonomía
Euphorbia clavarioides fue descrita por Pierre Edmond Boissier y publicado en Centuria Euphorbiarum 25. 1860.
Etimología
Euphorbia: nombre genérico que deriva del médico griego del rey Juba II de Mauritania (52 a 50 a. C. - 23), Euphorbus, en su honor – o en alusión a su gran vientre –  ya que usaba médicamente Euphorbia resinifera. En 1753 Carlos Linneo asignó el nombre a todo el género.
clavarioides: epíteto latino que significa "igual a clava".
Sinonimia
- Euphorbia basutica Marloth
- Euphorbia clavarioides var. truncata
- Euphorbia truncata N.E.Br.[4][5]